# Chardonnay
Chardonnay (wym. [ʃaʁdɔnɛ]) – biała, przemysłowa odmiana winorośli, wykorzystywana do produkcji białego wina oraz win musujących.

## Pochodzenie
Tradycyjnie uznaje się, iż chardonnay pochodzi z francuskiego regionu Burgundii z okolic Chablis, zaś nazwę wywodzi się od miejscowości Chardonnay. Pierwsza wzmianka o odmianie pochodzi z lat 1685–1690. Jednakże przeprowadzone w roku 1998 przez amerykańskich naukowców z Uniwersytetu Kalifornijskiego w Davis badania DNA wykazały, że powstała ona na skutek naturalnej krzyżówki szczepów pinot gris i niemal nieuprawianego już dziś, pochodzącego ze środkowej Europy gouais blanc.

## Charakter
Odmiana uprawiana jest w niemal wszystkich krajach winiarskich, na łącznym obszarze 140 000 ha. Popularność tego szczepu wynika z uniwersalności oraz dużego zróżnicowania pomiędzy poszczególnymi klonami szczepu. Daje on dzięki temu, w zależności od miejsca upraw wina o niejednorodnym charakterze, od lekkich po ciężkie i dojrzałe, w Austrii produkuje się z niego nawet wina likierowe. Dzięki dużej zawartości cukru w gronach możliwe jest wytwarzanie z niego win o zawartości alkoholu dochodzącej niekiedy do 14–15%. Istotne w popularności tej uprawy jest również wysokie zainteresowanie konsumentów winami produkowanymi z tej odmiany, czego wyrazem może być nazwanie Chardonnay kilku noworodków w Wielkiej Brytanii.

## Uprawy
We Francji był uprawiany w 2009 roku na 44 593 ha. Znaczna część upraw tej winorośli znajduje się w Burgundii oraz w Szampanii. W Burgundii wytwarza się z niego białe wina w apelacjach takich jak Chablis, Meursault, Puligny-Montrachet oraz wielu innych. W Szampanii zajmuje 26% upraw, w produkcji szampanów łączony jest zazwyczaj ze szczepami pinot noir lub pinot meunier. W regionie Côtes des Blancs wytwarza się jednak pod nazwą „Blanc de Blancs” szampany składające się w 100% z chardonnay. Ponadto niewielkie ilości tego szczepu są uprawiane w Alzacji, Dolinie Loary i Jurze. Francuskie wina produkowane z tego szczepu rzadko dojrzewają w beczkach dębowych.
W Australii uprawy chardonnay w 2008 roku wynosiły 31 564 ha, zaś w Nowej Zelandii 3769 ha, a tamtejsze wina o aromacie melonów oraz owoców cytrusowych nierzadko są starzone w dębowych beczkach. Szczep ten jest tu często łączony z sémillon oraz w produkcji win musujących z pinot noir.
W Stanach Zjednoczonych największe uprawy chardonnay znajdują się w Kalifornii i obejmowały w 2010 areał 38 555 ha. Ponadto uprawia się je w Oregonie i Waszyngtonie na łącznym areale ok. 3500 ha. Amerykańskie wina produkowane z tego szczepu są zazwyczaj delikatne, o owocowym aromacie, starzone w dębowych beczkach nabierają nut waniliowych, karmelowych i maślanych.
Mniejsze uprawy tego szczepu znajdują się m.in. we Włoszech (11 772 ha w 2000), Chile (8549 ha w 2008), RPA (8255 ha), Argentynie (6342 ha w 2008), Hiszpanii (5423 ha w 2008), Mołdawii (5134 ha w 2009), Węgrzech (2862 ha w 2008), Słowenii (1215 ha w 2009), Niemczech (1171 ha w 2008).